# Botkin-Klasse
Bei der Botkin-Klasse (englisch Botkin Class) handelt es sich um eine Gruppe von kleinen griechischen Halsamphoren eines Sondertyps mit breiter Schulter. Die Klasse wurde von John D. Beazley nach dem Vorbesitzer der Vase heute in St. Petersburg, dem Maler und Kunstsammler Michail Pawlowitsch Botkin, benannt.
Zu ihr gehören folgende Vasen:
1. Brüssel, Musées Royaux d’Art et d’Histoire A 714
2. Mailand, Civico Museo Archeologico 4636 (Fragment)
3. Boston, Museum of Fine Arts 98.923
4. St. Petersburg, Ermitage 4464 (ehemals Sammlung Botkin 1059)
5. New York, Metropolitan Museum of Art 64.11.13
6. Berlin, Antikensammlung F 1713
7. Berlin, Antikensammlung F 1714
8. Kunsthandel
9. New York, Privatsammlung

Davon wurden die ersten fünf von Beazley dem Phrynos-Maler zugewiesen, die vier anderen Vasen sind von einem anderen Maler, bei dem es sich nach Heide Mommsen jedoch auch um das flüchtigere Spätwerk des Phrynos-Maler handeln könnte. Die Botkin-Klasse ist von Beazley zu den Kleinmeister-Vasen gezählt worden. Mommsen konnte zeigen, dass die Halsamphoren der Botkin-Klasse von Halsamphoren der E-Gruppe abhängig sind und von Amasis für seine Halsamphoren als Vorbild genutzt wurden.